# Калисто (сателит)
Калисто (грч. Καλλιστώ []) је месец планете Јупитер. Открио га је италијански астроном Галилео Галилеј 1610. године. То је трећи по величини месец у Сунчевом систему, а други по величини Јупитеров месец, после Ганимеда. Пречник овог месеца износи 4.821 километар km, дакле 99% планете Меркур, а његова маса 1,08 × 1023 kg, што је трећина масе поменуте планете. Четврти је Галилејев сателит по удаљености од Јупитера, са полупречником орбите од око 1.883.000 километара km. Не учествује у стварању орбиталне резонанце која утиче на три унутрашња Галилејева сателита — Ио, Европу и Ганимед, па зато не трпи приметан плимски талас. Окреће се синхронизовано током свог опходног времена, па је увек истом страном окренут ка Јупитеру. Калистова површина је мање под утицајем Јупитерове магнетосфере од унутрашњих сателита, јер је његова орбита удаљенија.
Калисто се састоји од приближно једнаких количина стена и леда, са густином од око 1,83 g/cm3, најнижом густином и површинском гравитацијом међу главним Јупитеровим месецима. Једињења откривена спектроскопски на површини укључују водени лед, угљен-диоксид, силикате и органска једињења. Истраживање свемирског брода Галилео открило је да Калисто можда има мало силикатно језгро и вероватно подземни океан течне воде на дубинама већим од 100 km.
Површина Калиста је најстарија и са највише кратера у Сунчевом систему. Његова површина је потпуно прекривена ударним кратерима. Он не показује никакве знакове подземних процеса као што су тектонике плоче или вулканизам, без знакова да се геолошка активност уопште икада догодила, и сматра се да је еволуирао претежно под утицајем удара. Истакнуте површинске карактеристике укључују структуре са више прстенова, ударне кратере различитог облика и ланце кратера (катене) и повезане скарпе, гребене и наслаге. У малом обиму, површина је разнолика и састоји се од малих, светлуцавих мразних наслага на врховима високих тачака, окружених ниским, глатким покривачем од тамног материјала. Сматра се да је ово резултат деградације малих облика рељефа изазване сублимацијом, што је подржано општим дефицитом малих ударних кратера и присуством бројних малих грумена, за које се сматра да су њихови остаци. Апсолутна старост рељефа није позната.
Калисто је окружен изузетно танком атмосфером која се састоји од угљен-диоксида и вероватно молекуларног кисеоника, као и прилично интензивном јоносфером. Сматра се да је Калисто настао спором акрецијом из диска гаса и прашине који су окруживали Јупитер након његовог формирања. Калистово постепено повећање и недостатак плимног загревања значило је да није било довољно топлоте за брзу диференцијацију. Спора конвекција у унутрашњости Калиста, која је почела убрзо након формирања, довела је до делимичне диференцијације и вероватно до формирања подземног океана на дубини од 100–150  и малог, стеновитог језгра.
Вероватно присуство океана на Калисту оставља отворену могућност да би на њему могао да постоји живот. Међутим, сматра се да су услови неповољнији него у оближњој Европи. Различите свемирске сонде од Пионира 10 и [[Pioneer 11|11]] до Галилеја и Касинија проучавале су Калиста. Због ниског нивоа радијације, Калисто се дуго сматрао најпогоднијим местом за људску базу за будућа истраживања Јовијанског система.

## Историја

### Откриће
Галилео је открио Калиста у јануару 1610, заједно са три друга велика Јовијанска месеца — Ганимедом, Ијом и Европом.

### Име
Калисто је добио име по једном од многих Зевсових љубавника или других сексуалних партнера у грчкој митологији. Калисто је била нимфа (или, према неким изворима, Ликаонова ћерка) која је била повезана са богињом лова, Артемидом. Име је предложио Сајмон Мариус убрзо након Калистовог открића. Маријус је ту сугестију приписао Јоханесу Кеплеру.
... autem celebrantur tres fœminæ Virgines, quarum furtivo amore Iupiter captus & positus est... Calisto Lycaonis... filia... à me vocatur... Quartus denique Calisto... [Io,] Europa, Ganimedes puer, atque Calisto, lascivo nimium perplacuere Jovi.
... три младе жене које је Јупитер заробио због тајне љубави биће почашћене, [укључујући] Калисто, Ликаонову кћер... Коначно, четврти [месец] се зове Калисто... Ија, Европа, дечак Ганимеда, а Калисто је веома обрадовала похотног Јупитера.
Међутим, имена Галилејевих сателита су дуго времена пала у немилост и нису поново оживела у општој употреби све до средине 20. века. У великом делу раније астрономске литературе, Калисто се помиње по својом римском нумеричком ознаком, системом који је увео Галилеј, као Јупитер  или као „четврти Јупитеров сателит“.
Не постоји утврђени придевски облик имена. Придевски облик грчког Καλλιστῴ Kallistōi је Καλλιστῴος Kallistōi-os, од чега се може очекивати латински Callistōius и енглески *Callistóian, паралелно са Sapphóian за  и Летојан за . Међутим, јота индекс се често изоставља из таквих грчких имена (уп. Inóan из  и  из ), и заиста се налази аналогни облик Калистојски. Код Вергилија, друга споредна основа се појављује на латинском: Callistōn-, али се одговарајући калистонски ретко појављује на енглеском. Такође се виде ад хок облици, као што су Callistan,  и Callistean.